# Коломбјер (Еро)
Коломбјер (фр. Colombiers) је насеље и општина у јужној Француској у региону Лангдок-Русијон, у департману Еро која припада префектури Безје.
По подацима из 2011. године у општини је живело 2319 становника, а густина насељености је износила 228,7 становника/km². Општина се простире на површини од 10,14 km². Налази се на средњој надморској висини од 25 метара (максималној 100 m, а минималној 21 m).

## Демографија
| 1962. | 1968. | 1975. | 1982. | 1990. | 1999. | 2011. |
| ----- | ----- | ----- | ----- | ----- | ----- | ----- |
| 863   | 969   | 905   | 1.095 | 1.647 | 2.065 | 2.319 |

График промене броја становника у току последњих година